# Distrito electoral federal 29 del estado de México
El XXIX Distrito Electoral Federal del Estado de México es uno de los 300 Distritos Electorales en los que se encuentra dividido el territorio de México para la elección de diputados federales y uno de los 40 en los que se divide el Estado de México. Su cabecera es Ciudad Nezahualcóyotl.
El vigésimo noveno distrito del Estado de México se localiza en la zona oriente del Valle de México y lo forma el extremo surponiente del Municipio de Nezahualcóyotl colindando con la Ciudad de México. Desde la distritación de 2022 lo integran colonias como El Sol, Benito Juárez, Evolución y Juárez Pantitlán. Lo conforman 288 secciones electorales.

## Distritaciones anteriores

### Distritación 1996 - 2005
Entre 1996 a 2005 el territorio del Distrito XXIX fue integrado por la región suroeste del Municipio de Nezahualcóyotl, lo conformaban colonias como Las Palmas, Las Fuentes y Metropolitana 1ra Sección. Su cabecera distrital era Ciudad Nezahualcóyotl.
El Distrito 29 fue creado en 1977 por la Reforma política de ese año, antes de la reforma el Estado de México únicamente contaba como 15 Distritos Electorales, por lo que el Distrito 29 solo ha elegido diputados a partir de la LI Legislatura.

### Distritación 2005 - 2017
Entre 2005 y 2017 en territorio del distrito electoral federal fue conformado por la región suroeste del Municipio de Nezahualcóyotl, lo integraban colonias como Virgencitas, Agua Azul, Metropolitana 1ra Sección y Las Palmas. Su cabecera distrital era Ciudad Nezahualcóyotl.

### Distritación 2017 - 2022
Tras la distritación electoral nacional de 2014-2017 llevada a cabo por el Instituto Nacional Electoral, el territorio del distrito electoral federal fue conformado por la región central del Municipio de Nezahualcóyotl, lo integraban colonias como Virgencitas, Las Fuentes, Evolución y Benito Juárez. Su cabecera distrital era Ciudad Nezahualcóyotl.

## Diputados por el distrito
- LI Legislatura
  - (1979 - 1982): Fernando Riva Palacio Inestrillas
- LII Legislatura
  - (1982 - 1985): Eleazar García Rodríguez
- LIII Legislatura
  - (1985 - 1988): José Salinas Navarro
- LIV Legislatura
  - (1988 - 1991): Guadalupe M. García Rivas Palmeros
- LV Legislatura
  - (1991 - 1994): Ángel García Bravo
- LVI Legislatura
  - (1994 - 1997): Florencio Catalán Valdez
- LVII Legislatura
  - (1997 - 2000): Luis David Gálvez Gasca
- LVIII Legislatura
  - (2000 - 2003): Felipe Velasco Monroy
- LIX Legislatura
  - (2003 - 2006): Edith Guillén Zárate
- LX Legislatura
  - (2006 - 2009): Emilio Ulloa Pérez
- LXI Legislatura
  - (2009 - 2012): Héctor Pedroza Jiménez
- LXII Legislatura
  - (2012 - 2015): Valentín González Bautista
- LXIII Legislatura
  - (2015 - 2018): Olga Catalán Padilla
- LXIV Legislatura
  - (2018 - 2021): Martha Robles Ortiz
- LXV Legislatura
  - (2021 - 2024): Martha Robles Ortiz
- LXV Legislatura
  - (2024 - 2027): Gerardo Ulloa Pérez

## Resultados electorales

### Elecciones de 2024
|  | 48.05 % |

|  | 23.09 % |

|  | 12.71 % |

|  | 6.97 % |

|  | 3.61 % |

|  | 0.07 % |

|  | 5.50 % |

|  | 100.00 % |

|  | 64.61 % |

### Elecciones de 2021
|  | 40.52 % |

|  | 29.25 % |

|  | 19.62 % |

|  | 2.12 % |

|  | 1.70 % |

|  | 1.56 % |

|  | 1.51 % |

|  | 0.64 % |

|  | 0.08 % |

|  | 3.00 % |

|  | 100.00 % |

|  | 52.96 % |

### Elecciones de 2018
|  | 49.09 % |

|  | 29.80 % |

|  | 18.33 % |

|  | 0.06 % |

|  | 2.72 % |

|  | 100.00 % |

|  | 66.16 % |

### Elecciones de 2015
|  | 43.57 % |

|  | 28.58 % |

|  | 9.02 % |

|  | 4.09 % |

|  | 3.44 % |

|  | 2.15 % |

|  | 2.01 % |

|  | 1.56 % |

|  | 1.16 % |

|  | 0.13 % |

|  | 4.23 % |

|  | 100.00 % |

|  | 47.88 % |